# The Indian Summer of Dry Valley Johnson
The Indian Summer of Dry Valley Johnson è un film muto del 1917 diretto da Martin Justice.
La sceneggiatura si basa sul racconto The Indian Summer of Dry Valley Johnson di O. Henry, apparso in America che venne pubblicato a New York nel 1907.

## Trama
Stanco del suo faticoso lavoro, Dry Valley Johnson, un cowboy di mezza età, lascia il West per trasferirsi nel Connecticut dove, dopo aver venduto il ranch, ha comperato una fattoria dove vuole mettersi a coltivare le fragole. Lì, conosce una graziosa ragazza della quale si innamora. Credendo che lei trovi ridicoli i suoi abiti western, si compera dei nuovi vestiti di foggia cittadina e delle scarpe di vernice. Così conciato, si mette a corteggiare la ragazza ma ben presto si rende conto che lei ha preso il suo nuovo look solo come uno scherzo. Ferito nel suo amor proprio, Dry Valley si richiude in sé stesso, solo nella sua fattoria, giurando di non voler più avere nulla a che fare con lei. Ma mentre Dry Valley sta lavorando alla sua terra, compare la giovane che si imbatte per caso in lui: dopo essersi chiariti, i due sono finalmente riuniti.

## Produzione
Il film fu prodotto dalla Vitagraph Company of America.

## Distribuzione
Distribuito dalla Vitagraph Company of America, il film uscì nelle sale cinematografiche statunitensi il 17 ottobre 1917.